# Schweindorfmyntet

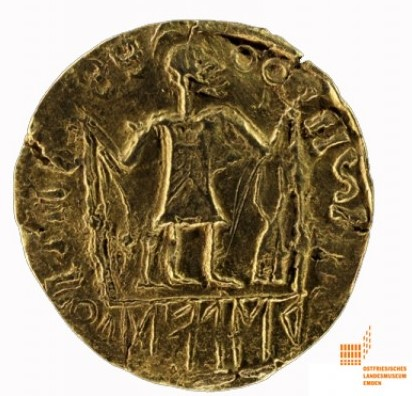
Schweindorfmyntet.

Schweindorfmyntet, även Schweindorfsolidusen (efter tyskans Runensolidus von Schweindorf och Goldsolidus von Schweindorf) är ett frisiskt guldmynt från cirka 600 e.Kr som efterliknar de senantika romerska mynten (singular: solidus, pural: solidi). Det upptäcktes 1948 nära Schweindorf i Wittmund. Avbildningen och inristningen på baksidan syftar troligtvis på den mytomspunna smeden Völund (Wieland) från den germanska religionens hjältesagor.

## Upptäckt
Myntet hittades i början av mars 1948 när bonden Johannes Coordes arbetade på sina fält söder om sitt hus och cirka 1500 meter nordöst om Westerholts kyrka. Vid fyndet fanns ännu en hålring fäst på myntet som en lokal urmakare tog bort i tron att Coordes ville detta. 1963 förvärvade Alexander Ochernal från Norden myntet från Coordes och överlämnade det till LWL-museet för konst och kultur i Münster för bedömning innan han sålde det till det Östfrisiska statsmuseet i Emden där myntet finns än idag.

## Beskrivning
Till skillnad från de flesta antika mynten präglades inte Schweindorfmyntet från en bit gjuten metall, utan göts direkt i en gjutform. Den har en nästan helt enhetlig skepnad på 22 mm i diameter med en vikt på 3,18 gram.
Myntet nyttjades aldrig som ett betalningsmedel. Germanska solidi efterliknade romersk valuta och fick nya användningsområden, såsom smycken. Myntets skepnad går dock tillbaka till en romersk mall; den av kejsar Theodosius II (401–450 e.Kr.). Schweindorfmyntet uppvisar en stående gestalt med en stav i ena handen och en stiliserad byst i den andra, vilket inte var helt ovanligt under tiden (cirka 600 e.Kr.). Efter västroms fall fortsatte kungar och härskare i de efterföljande germanska kungadömena att prägla solidi och mynt. Eftersom prägling av guld ansågs vara ett kejserligt privilegium sattes motivet av kejsar Theodosius på myntens baksida långt in på 600-talet.

## Inristning och tolkning
Schweindorfmyntet bär en Anglo-frisisk runskrift i futhorc-runor, (myntet har skrivriktning från höger till vänster):
ᚹᛖᛚᚩᛞᚢ
Weladu
Wēla(n)du.
Lingvistiskt uppvisar inristningen det äldsta beviset på det fornfrisiska språket och läses som namnet på den mytologiska figuren Völund.

## Kulturhistorisk betydelse
Östra Friesland anses vara mycket fattigt på fynd från folkvandringstiden. Schweindorfmyntet är ett av få bevis på långtida bosättning i området.[1] Runinskriften på smycket, som troligtvis göts i det frisiska området, är ett av de äldsta fynden av inhemska språk vid södra Nordsjökusten.
Fynd av detta slag är i allmänhet mycket sällsynta. Endast ett fåtal liknande mynt finns, exempelvis:
- Harlingenmyntet som upptäcktes 1845 nära Harlingen i den holländska provinsen Friesland med runinskriften "ᚻᚪᛞᚪ" (hada)[1]

- Skanomodumyntet, ett mynt av okänt ursprung, med runinskriften "ᛋᛣᚪᚾᛟᛗᛟᛞᚢ" (Skanomodu) som visas på British Museum i London[2]